# Ngöbe-Buglé
Ngöbe-Buglé ist eines von sechs indigenen Territorien in Panama. 2023 hatte es 212.084 Einwohner und eine Fläche von 6829,5 km².
Das Territorium wurde im Jahr 1997 aus Teilen der Provinzen Bocas del Toro, Chiriquí und Veraguas gebildet. Inzwischen besitzt es den De-facto-Status einer Provinz und befindet sich somit in der höchsten verwaltungstechnischen Gliederungsebene Panamas.
Ngöbe-Buglé ist infrastrukturell nur schlecht erschlossen und schwer zugänglich.
Das Territorium ist in drei Unterregionen mit insgesamt neun Bezirken (distritos) und insgesamt 58 Gemeinden (corregimientos) unterteilt:
Ño Kribo
1. Bezirk Jirondai (Samboa)
2. Bezirk Kankintú (Bisira)
3. Bezirk Kusapín (Kusapín)
4. Bezirk Santa Catalina o Calovébora (Santa Catalina o Calovébora)

Nidrini
1. Bezirk Besiko (Soloy)
2. Bezirk Mirono (Hato Pilón)
3. Bezirk Nole Duima (Cerro Iglesias)

Kädridri
1. Bezirk Müna (Chichica)
2. Bezirk Ñürüm (Buenos Aires)

## Einwohner
Bewohnt wird Ngöbe-Buglé von den Völkern der Ngöbe (Ngäbe) und Buglé (Guaymí). Gesprochen werden von ihnen die Sprachen Ngäbere und Buglere. Die Mehrheit der Ngöbe lebt in kleinen Gemeinden oder Dörfer vom Anbau von Mais, Maniok, Bananen, Pfirsichen, Palmen und andere Früchten. Während der Kaffee-Ernte sind viele Männer als Wanderarbeiter unterwegs. Die Frauen sind für ihre Webkunst bekannt.